# A Lordok Bandája
A Lordok Bandája (eredeti cím: The Lords of Flatbush) 1974-ben bemutatott amerikai filmdráma, amelyet Martin Davidson és Stephen F. Verona rendezett. A forgatókönyv egyes párbeszédeinek megírását Sylvester Stallone-ra bízták. A főbb szerepekben Perry King, Stallone, Paul Mace és Henry Winkler látható. 
Az Amerikai Egyesült Államokban 1974. május 1-jén mutatták be a mozikban. 

## Cselekmény
Az 1958-ban játszódó film négy alsó-középosztálybeli brooklyni tinédzser életét meséli el, akik a Lordok Bandája néven ismertek. Miközben a lányokat hajkurásszák, autókat lopnak és verekedésekbe keverednek, lassacskán ráébrednek arra, hogy a felnőttkor közeledtével felelősségteljesebbé és érettebbé kell válniuk.

## Szereplők
| Szereplő            | Színész            | Magyar hang        |
| ------------------- | ------------------ | ------------------ |
| Chico Tyrell        | Perry King         | Zalán János        |
| Stanley Rosiello    | Sylvester Stallone | Felföldi László    |
| Butchey Weinstein   | Henry Winkler      | Csonka András      |
| Wimpy Murgalo       | Paul Mace          | Bor Zoltán         |
| Jane Bradshaw       | Susan Blakely      | Hámori Eszter      |
| Frannie Malincanico | Maria Smith        | Kisfalvi Krisztina |
| Annie Yuckamanelli  | Reneé Paris        | Kiss Erika         |

## Kritikai fogadtatás
A Rotten Tomatoes weboldalon a film 64%-os minősítést kapott 14 kritikus véleménye alapján. A Metacritic-en 6 kritikus értékelése alapján a 100-ból 53 pontot kapott.
Quentin Tarantino szerint „elég jó film... az első alkalom, amikor megismerkedtem a New York-i független, alacsony költségvetésű filmek esztétikájával.”

## Fordítás
- Ez a szócikk részben vagy egészben  a   The Lords of Flatbush című angol Wikipédia-szócikk fordításán alapul.  Az eredeti cikk szerkesztőit annak laptörténete sorolja fel. Ez a jelzés csupán a megfogalmazás eredetét és a szerzői jogokat jelzi, nem szolgál a cikkben szereplő információk forrásmegjelöléseként.